# Suck It and See
Suck It and See är ett album av det engelska indierockbandet Arctic Monkeys. Albumet släpptes den 6 juni 2011 som deras fjärde studioalbum. Tillsammans med producenten James Ford strävade bandet efter att ge albumet ett mer "vintage" sound. Den 10 mars 2011 släpptes musikvideon till singeln "Brick by Brick".

## Låtlista
All sångtext är skriven av Alex Turner, alla låtar är komponerade av Arctic Monkeys.
| Nr           | Titel                                       | Längd |
| ------------ | ------------------------------------------- | ----- |
| 1.           | She's Thunderstorms                         | 3:55  |
| 2.           | Black Treacle                               | 3:35  |
| 3.           | Brick by Brick                              | 2:59  |
| 4.           | The Hellcat Spangled Shalalala              | 3:00  |
| 5.           | Don't Sit Down 'Cause I've Moved Your Chair | 3:04  |
| 6.           | Library Pictures                            | 2:22  |
| 7.           | All My Own Stunts                           | 3:52  |
| 8.           | Reckless Serenade                           | 2:43  |
| 9.           | Piledriver Waltz                            | 3:24  |
| 10.          | Love Is a Laserquest                        | 3:12  |
| 11.          | Suck It and See                             | 3:46  |
| 12.          | That's Where You're Wrong                   | 4:17  |
| Total längd: | Total längd:                                | 40:09 |

## Medverkande
- Alex Turner – sång, gitarr
- Jamie Cook – gitarr, piano
- Nick O'Malley – bas, sång
- Matt Helders – trummor, sång
- Josh Homme – bakgrunddsång på  "All My Own Stunts"